# Uhthoffův fenomén
Uhthoffův fenomén je zhoršení neurologických symptomů u pacientů s roztroušenou sklerózou (RS) například po cvičení či po zvýšení tělesné teploty. Tento jev byl poprvé popsán v roce 1890 německým oftalmolgem Wilhelmem Uhthoffem jako dočasné zhoršení vidění při cvičení u pacientů s optickou neuritidou, pozdější studie odhalily spojitost mezi cvičením a zvýšenou produkcí tepla. Může nastat u jakéhokoliv neurologického deficitu způsobeného demyelinizací a je možný díky vlivu zvýšené teploty na nervové vedení.
V době před zavedením magnetické rezonance byl Uhthoffův fenomén používán pro diagnostiku RS. Pacienti byli ponořováni do horké lázně a v případě dočasného zhoršení vidění u nich byla potvrzena RS.

## Klinický význam
Mnoho pacientů s RS zaznamenalo zvýšenou únavu a další symptomy typické pro RS poté, co byli vystaveni teplu. V důsledku toho se pacienti s RS vyhýbají saunám, teplým lázním a dalším zdrojům horka.